# Wladimir Fjodorowitsch Djattschin
Wladimir Fjodorowitsch Djattschin (russisch Владимир Фёдорович Дятчин; * 14. Oktober 1982 in Lipezk) ist ein ehemaliger russischer Langstreckenschwimmer.
Mit seinen insgesamt drei Titelgewinnen bei Freiwasserweltmeisterschaften ist er nach Thomas Lurz und Juri Kudinow der dritterfolgreichste männliche Teilnehmer aller Zeiten.
Er wurde 2007 Freiwasserschwimmer des Jahres.
Nach einem positiven Dopingtest im Juli 2014 wurde er für zwei Jahre gesperrt.